# Дионисий II Сервийски и Кожански
Дионисий (на гръцки: Διονύσιος) е православен духовник от XVIII – XIX век, епископ на Вселенската патриаршия.

## Биография
Роден e в голямото влашко село в Олимп Ливади. В 1811 година е ръкоположен за сервийски и кожански епископ. Умира на 1 март 1815 година.